# Gito, l'ingrat
Gito, l'ingrat (1992) é um filme do Burundi realizado por Léonce Ngabo.

## Sinopse
Gito é um estudante do Burundi que vive em Paris. Quanto termina os estudos, decide voltar ao seu país e promete à sua namorada francesa ligar-lhe quando se tornar Ministro, algo que não tem dúvidas que vá acontecer. No entanto, perde gradualmente a sua ambição à medida que vai sendo confrontado com a realidade do país. Recomeça então a sair com o seu amor de infância. Apesar de tudo, ele encontrará uma saída inesperada para as suas desilusões, com a ajuda das duas mulheres da sua vida.

## Ficha artística
- Joseph Kumbela
- Marie Bunel
- Aoua Sangare
- Eric Depreter

## Ficha técnica
- Realizador: Léonce Ngabo
- Produção: Jacques Sandoz, Films Production
- Director de fotografia: Matthias Kälin
- Montagem: Dominique Roy
- Som: Ricardo Castro
- Música: Pierre-Alain Hofmann
- Guarda Roupa: Salika Wenger
- Maquilhagem: Anouk Israel

## Festivais
- Amakula Kampala International Film Festival, Uganda (1992)
- Jameson Dublin International Film Festival, Irlanda (1992)
- London Film Festival, Inglaterra

## Prémios
- Prémio Oumarou Ganda e Melhor Actor, FESPACO - Festival Panafricano de Ouagadougou, Burkina Faso (1993)
- Prémio Air Afrique do African Film Festival, Itália (1993)
- Melhor Filme, Prémio do Júri do Lisboa Film Festival, Portugal (1993)
- Prémio Émile Cantillon do Festival International du Film Francophone, Bélgica (1992)
- Prix de la Ville d'Amiens do Amiens International Film Festival, França  (1992)
- Prémio Hani Jahvaria e Prémio da Imprensa do Carthage Film Festival, Tunis (1992)